# 経験的直交関数
経験的直交関数（けいけんてきちょっこうかんすう、Empirical Orthogonal Function）とは多変量解析の手法の1つである主成分分析を用いて計算された主成分ベクトルのこと。複数の変数同士の共分散（または相関）を計算して共分散行列（または相関行列）を作成し、その最も大きな固有値に対応する固有ベクトルを第一主成分（EOF-1）とする。共分散行列の固有値は分散の大きさを表すので、EOF-1は最も分散を大きくするような成分となる。第二主成分（EOF-2）は、EOF-1に直交する成分のうち最も分散を大きくするような（EOF-1に対応する固有値を除けば最も固有値の大きな）固有ベクトルである。